# Johann Eberhard Fischer
Johann Eberhard Fischer, (in russo Иоганн Эбергард Фишер?) (Weiltingen, 10 gennaio 1697 – San Pietroburgo, 24 settembre 1771), è stato uno storico e linguista tedesco.

## Biografia
Nato a Weiltingen, nel ducato del Württemberg, Fischer frequentò la scuola di latino a Esslingen am Neckar (l'attuale Georgii-Gymnasium). Nel 1730 si recò a San Pietroburgo, dove divenne insegnante e vicedirettore del Ginnasio Accademico (Академическая гимназия), in seguito fu membro dell'Accademia russa delle scienze e professore presso l'Accademia.
Dal 1739 al 1747 prese parte alla Grande spedizione del nord che lo portò nel Mare di Ochotsk per sostituire l'accademico Gerhard Friedrich Müller. Il praporščik Jakob Lindenau (veterinario ed etnografo) gli fece da interprete e scrisse una dettagliata descrizione geografica ed etnografica dei luoghi e dei popoli della Siberia visitati, in particolare degli jakuti e dei tungusi. Dopo il suo ritorno divenne preside del liceo accademico e si occupò della pubblicazione dei materiali della spedizione. 

## Opere
- La storia della Siberia dalla scoperta della Siberia alla conquista di questa terra da parte delle armi russe (in tedesco: Sibirische Geschichte von der Entdeckung Sibiriens bis auf die Eroberung dieses Landes durch die russischen Waffen)[4], pubblicato nel 1768 presso la Accademia delle Scienze, merita attenzione. Quest'opera, completata nel 1757, fu da lui compilata sulla base dei materiali portati dallo storiografo Müller dal suo viaggio in Siberia. Fischer scrisse personalmente la prefazione all'inizio del libro e l'indice dettagliato alla fine della "Parte 2". Nel 1774 apparve una traduzione russa di quest'opera, realizzata dal traduttore accademico Ivan Golubcov e pubblicata senza prefazione o indice.[5]

- Nel 1770, A. L. Schlözer pubblicò a Gottinga gli articoli di Fischer sotto il titolo generale “Quaestiones Petropolitanae”:
  - De origine Ungrorum
  - De origine Tatarorum
  - De diversis Chinarum imperatoris nominibus titulisque
  - De Iperboreis.[5]

Inoltre, Fisher pubblicò articoli sull'Historical Monthly per il 1770 e il 1771:
- Sull’origine dei Moldavi, la loro lingua, le nobili avventure, la fede, la morale e il comportamento (Libro mensile storico, 1770, San Pietroburgo).
- Congetture sulle origini degli americani (Libro mensile storico, 1771, San Pietroburgo).[5]